# Hieronim z Rodos
Hieronim z Rodos (III w. p.n.e.) – urodzony na Rodos filozof perypatetycki, bliski epikureizmowi.
Nauczał, że cierpienie jest złem, a największym dobrem jest brak cierpienia. Z powodu silnych wpływów epikureizmu w jego filozofii, niektórzy autorzy (m.in. Cyceron) uznawali, że niesłusznie uważał się za arystotelika.